# Enfrentamientos en la Gobernación de Alepo de 2012
Los enfrentamientos en la Gobernación de Alepo de 2012 fueron una serie de batallas que tuvieron lugar en la Gobernación de Alepo, en Siria, durante la guerra civil siria. 
Los enfrentamientos empezaron tras el atentado doble en la ciudad de Alepo el 10 de febrero de 2012, perpetrado por la organización yihadista antigubernamental Frente al-Nusra. Durante los siguientes cinco meses estallaron múltiples enfrentamientos que dejaron grandes zonas rurales a manos de los rebeldes. La capital de la provincia, Alepo, permaneció firmemente bajo control gubernamental. El 19 de julio, las fuerzas rebeldes atacaron la ciudad y empezó la batalla por el control de la ciudad más grande y económicamente importante de Siria. 

## Trasfondo
Desde el 13 de abril de 2011 se tenía constancia de manifestaciones antigubernamentales en Alepo. Sin embargo, durante el primer año de guerra, la ciudad permaneció al margen del conflicto y de la violencia, al contrario que el resto del país, dado que la población apoyaba en gran parte el gobierno de Asad.
El 30 de junio de 2011, unos 1.000 manifestantes se reunieron en al menos dos sitios. Según los militantes, «matones» gubernamentales los golpearon y dispersaron. El 12 de agosto, las fuerzas de seguridad dispararon contra manifestantes en el vecindario de Sajur, matando al menos a 4 personas. El 17 de agosto, "miles" protestaron en la plaza central "Plaza de Saadallah al-Yabiri" de Alepo y en otras partes de la ciudad. Los activistas de la oposición aseguraron que las fuerzas de seguridad volvieron a abrir fuego contra ellos. El 6 de septiembre, hubo aparentemente una multitud (20.000 - 40.000 personas) que protestó contra el gobierno tras el asesinato del jeque suní sirio Ibrahim Salqini.
El 27 de septiembre, el gobierno invadió Alepo usando tanques.
El 21 de diciembre, un vídeo parecía mostrar al ejército sirio asaltando la Universidad de Alepo y golpeando y arrestando a estudiantes universitarios por protestar contra el gobierno. Se llevaron a cabo cuatro protestas en la universidad, donde un estudiante en la Facultad de Ciencias fue asesinado por las fuerzas gubernamentales.

## Bombardeos
El 6 de enero de 2012, el jefe de la Organización Nacional para los Derechos Humanos en Siria advirtió que el gobierno estaba planeando un bombardeo de la ciudad «solo para aterrorizar a la población». Ammar Qurabi contó a Al Arabiya que había descubierto el complot de funcionarios de seguridad sirios. Esto ocurrió tras los atentados en Damasco en diciembre de 2011 y enero de 2012. Qurabi y otros grupos opositores acusaron al gobierno de planear esos ataques para justificar su respuesta violenta al levantamiento. El 10 de febrero un doble ataque con bomba fue dirigido contra el edificio de inteligencia militar en Alepo y mató a 24 miembros de las fuerzas de seguridad.

## Enfrentamientos armados

### Febrero-marzo

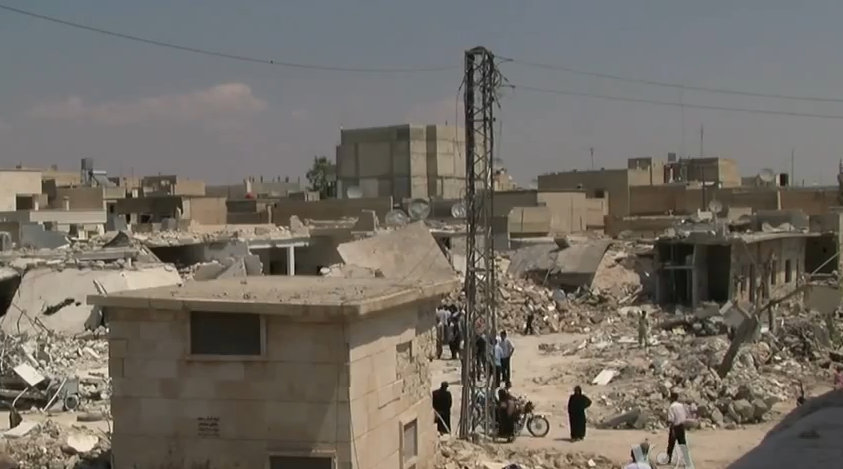
Bombardeo aéreo por el gobierno de Asad en Azaz, en la gobernación de Alepo, el 18 de agosto de 2012.

El 14 de febrero, cinco soldados, incluyendo dos oficiales, murieron combatiendo en las afueras de Alepo.
En marzo dio inicio la batalla para capturar la ciudad de Azaz, en el norte de la gobernación de Alepo. La ciudad sufrió intensos combates. El 23 de marzo murieron tres soldados gubernamentales. Los activistas subieron un vídeo que mostraba lo que parecía ser un helicóptero enzarzado en un tiroteo sobre la ciudad. Durante los enfrentamientos en Azaz murió una persona, aunque se desconoce si era rebelde o civil.
Según los medios estatales, dos coroneles murieron en Alepo a finales de marzo. Un general de la inteligencia de la fuerza aérea murió en Alepo mientras iba de camino al trabajo, según informó el gobierno sirio.

### Abril
Una base de la inteligencia militar y de la fuerza aérea fue atacada en el norte de la provincia, muriendo tres soldados entre los que figuraba un oficial.
El 6 de abril, siete civiles y cuatro soldados murieron al norte de Alepo. Dos soldados murieron el 12 de abril.
La mañana del 21 de abril tuvieron lugar unos intensos enfrentamientos entre opositores y el ejército en la provincia, en los que murieron al menos 14 soldados y un opositor. Los opositores destruyeron un arsenal de armas y dos cañones del ejército sirio, y otro cañón fue capturado. También destruyeron aparentemente dos vehículos armados en un punto de control gubernamental y atacaron un helicóptero sirio.
El 22 de abril, 26 miembros de la milicia progubernamental llamada la Shabiha, acusada de las peores masacres durante el conflicto, murieron, y grabaciones de sus cuerpos fueron subidas en línea por los rebeldes del Ejército Libre Sirio.
El 23 de abril, una bomba detuvo a un convoy que llevaba a oficiales y cadetes, matando al menos a un oficial. Otros 42 soldados fueron también heridos, algunos quedando en estado crítico.
El 24 de abril, 16 soldados murieron en diversos enfrentamientos alrededor de Alepo. El mismo día, los rebeldes informaron que habían capturado una base militar cerca del pueblo rebelde de Daret Azzeh. Dieciséis soldados murieron durante el ataque, en el que los rebeldes se apoderaron de grandes cantidades de munición, incluyendo cientos de proyectiles de artillería. El Ejército respondió mediante intensos ataques de helicópteros militares sobre el área local.
El 28 de abrilApril 28, tres miembros e las fuerzas de seguridad murieron y otros dos fueron heridos en la campiña de Alepo.
El 29 de abril se informó que cuatro soldados habían muerto debido a una explosión en un centro militar de la provincia.

### Mayo-julio

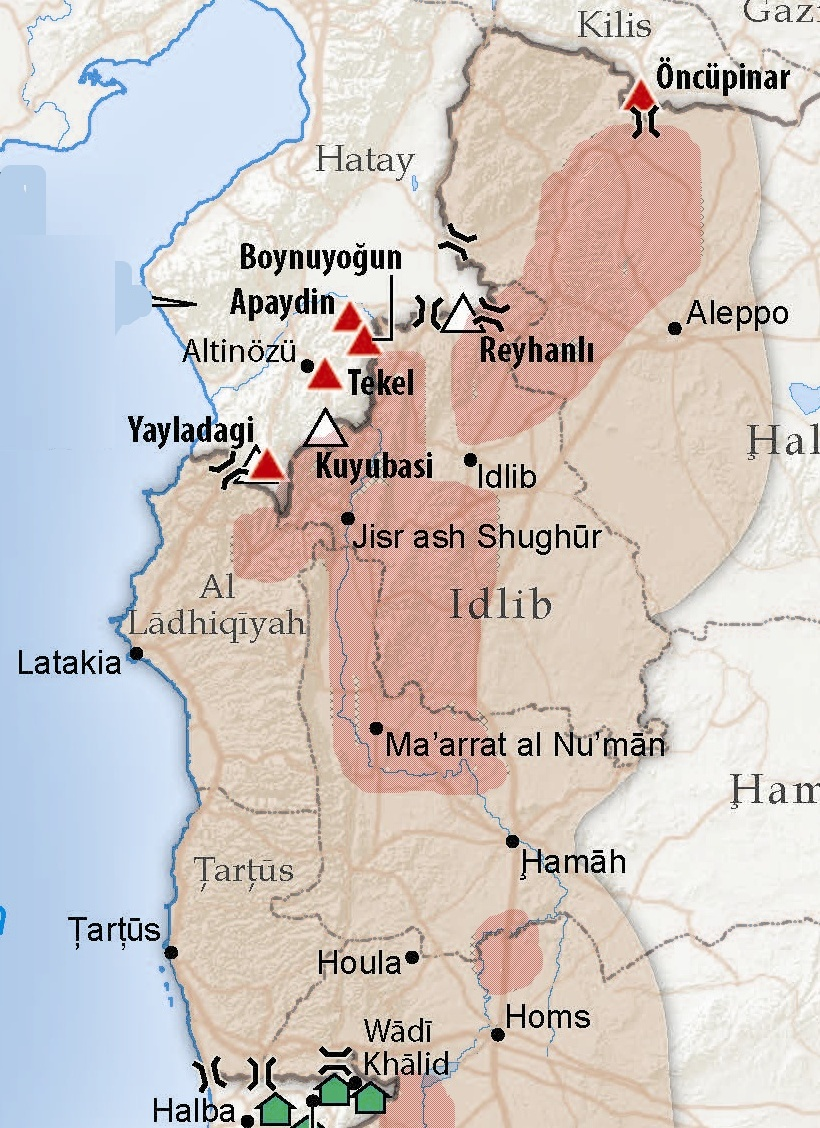
Áreas de conflicto y desplazamiento en el noreste de Siria: campos de refugiados (triángulos rojos), desplazados en casas de acogida (casas verdes) y territorio controlado por el ELS (rojo), junio de 2012.

El 2 de mayo, 15 soldados murieron en el norte de Alepo, incluyendo dos coroneles, en una emboscada al amanecer. Dos rebeldes murieron también en el ataque cerca de la villa de Al-Rai, después de que las fuerzas militare hubieran «ampliado sus operaciones militares» desde que dio inicio la tregua el 12 de abril, según indicó el grupo OSDH.
El 3 de mayo, días después de que cuatro estudiantes universitarios fueran asesinados por la milicia Shabiha en protestas antigubernamentales. Se informó que 15.000 estudiantes protestaron en la Universidad el 17 de mayo, en presencia de los observadores de la ONU. Tras este incidente, el 18 de mayo se informó de la mayor manifestación antigubernamental que había ocurrido en Alepo hasta la fecha. Los grupos opositores lo llamaron un auténtico levantamiento en la ciudad. En solo dos distritos se informó de 10.000 manifestantes, con otros miles en los demás distritos. Las fuerzas de suguridad usaron gas lacrimógeno y munición real para dispersar las protestas. Al menos un manifestantes murió el 17 de mayo, mientras que un oficial militar murió en una explosión en la ciudad.
Dieciocho soldados murieron cerca del pueblo de Atarib, y en la lucha se destrozaron tanques y transportes blindados de personal, según el Observatorio Sirio para los Derechos Humanos. Este incidente ocurrió unos pocos días después de que una brigada del Ejército Libre Sirio anunciara su control sobre el pueblo tras apoderarse de los puntos de control militares.
Se desplegaron por primera vez tanques del ejército en Alepo, donde 12 protestas antigubernamentales masivas se llevaron a cabo en un solo día.
Dos soldados murieron y cinco fueron heridos tras una explosión el 3 de mayo. Además, un hombre identificado como «el hermano de un parlamentario sirio» fue disparado y asesinado. El OSDH indicó que la causa era «actividades anti-gubernamentales», y añadió que «la familia del hombre es muy leal al gobierno y ha participado en la represión de las protestas».
A principios de julio, pueblos rurales de la gobernación y las afueras de Alepo fueron bombardeadas por el ejército. SANA, la agencia de noticias estatal, aseguró que habían muerto ocho rebeldes y seis de sus camionetas armadashabían sido destruidas por el Ejército Sirio el 5 de julio.
El 9 de julio, dos soldados murieron debido a un IED en Alepo. Otros cuatro soldados murieron mientras intentaban entrar en Azaz, pueblo disputado entre el gobierno y la oposición. El 12 de julio, tres soldados murieron en Alepo. El 16 de julio 13 soldados, incluyendo un oficial, murieron tras ser asaltado un punto de control gubernamental por rebeldes, y durante los enfrentamientos en el área de Tel Selour, fuera de Aleppo.

## Eventos posteriores

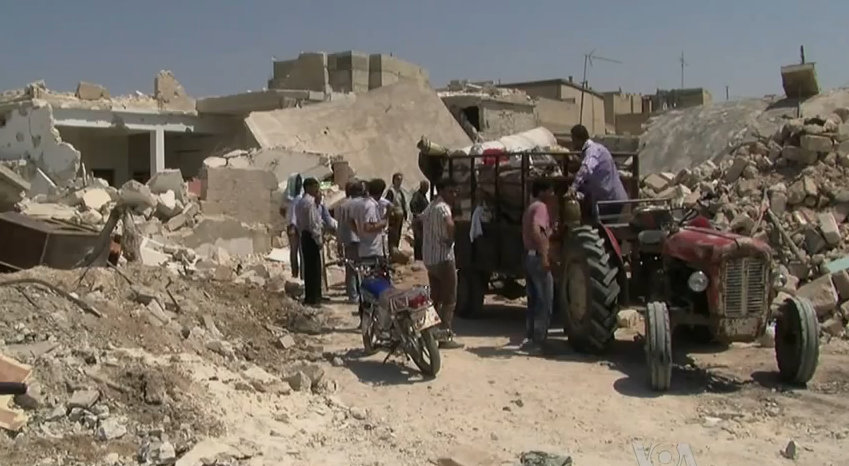
Desplazados internos tras un bombardeo aéreo por el Ejército Sirio en Azaz, 18 de agosto de 2012.

El 19 de julio, la batalla por la ciudad de Alepo empezó. Los combates empezaron con una ofensiva por el Ejército Libre Sirio contra la ciudad, en especial, contra el distrito de Salahadin. Mientras la lucha en la ciudad continuaba, cerca de Atareb, un pueblo rebelde, los combatientes realizaron un ataque fallido contra una escuela de policía controlada por el gobierno. 12 rebeldes murieron, incluyendo un comandante de brigada local, Ahmed el Fay.
Los enfrentamientos continuaron en el distrito de Salahadin. El 21 de julio, el gobierno intentó asaltarlo con tropas y vehículos armados. Mientras, la batalla se extendió al distrito tribal de al-Sajur, más pobre. Cientos de familias fueron forzadas a huir de la ciudad, que se había convertido lentamente en una zona de guerra.
El 23 de julio se confirmó que el ELS había conseguido tomar el control de Azaz. Indicaron que 17 tanques gubernamentales habían sido destruidos y uno capturado. Un periodista contó hasta 7 tanques destrozados.
En las zonas rurales de Alepo, el ELS ganó terreno rápidamente a finales de julio y capturó miembros de la inteligencia militar. Grabaciones mostraban a los rebeldes conduciendo por el pueblo de Al-Bab montados en un tanque y un obús de artillería capturados de una base militar. Los soldados capturados dijeron que 30 solados habían muerto en al-Bab durante la semana anterior, y más tarde se informó de que la última base militar en la campiña de Alepo, en las afueras de al-Bab había sido tomada por la oposición.
El 15 de agosto, cazas de la Fuerza Aérea Siria llevaron a cabo varios bombardeos devastadores en Azaz, controlado ahora por rebeldes, destruyendo una serie de casas y matando al menos a 20 personas, incluyendo niños. Una niña pequeña muerta por el ataque fue llevada al hospital. y unas 10 casas fueron destruidas. «Esta era un área civil. Todas esas casas estaban llenas de mujeres y niños durmiendo durante el ayuno», indicó el testigo Abu Omar, un ingeniero civil de 50 años, refiriéndose al ayuno que realizan los musulmanes en las horas de sol durante el Ramadán. Los testigos y las fuerzas del ELS que reforzaron la seguridad en el pueblo tras el bombardeo dijeron que el jet disparó dos veces, apuntando hacia un centro de medios de comunicación improvisado usado por periodistas extranjeros en el segundo ataque, de menor intensidad. Docenas de personas, entre lamentos y gritos, subieron por los escombros intentando sacar a las víctima. Los testigos dijeron que la bomba debía pesar como mínimo media tonelada y el impacto rompió las ventanas de hasta cuatro manzanas de distancia. Los residentes insistieron en que no había ninguna base rebelde donde la bomba implosionó, pero algunos dijeron que las familias de combatientes del ELS vivían allí. «Fue una masacre, una familia entera como la mía fue exterminada», dijo una mujer que se negó a dar su nombre. Cuatro rehenes libanesos fueron asesinados. Otro informe elevó la cifra de muertos a 31.